# Шкуранка
Шкуранка (укр. Шкуранка) — село в Репкинском районе Черниговской области Украины. Население 5 человек. Занимает площадь 0,03 км².
Код КОАТУУ: 7424482511. Почтовый индекс: 15042. Телефонный код: +380 4641.

## Власть
Орган местного самоуправления — Губичский сельский совет. Почтовый адрес: 15081, Черниговская обл., Репкинский р-н, с. Губичи, ул. Любечская, 12. Тел.: +380 (4641) 4-42-17; факс: 4-42-17.